# 細菌の翻訳
細菌の翻訳（さいきんのほんやく、bacterial translation）とは、細菌においてメッセンジャーRNA（mRNA）がタンパク質へ翻訳される過程のことである。

## 開始
細菌の翻訳開始では、次に挙げる翻訳システムの構成要素が集合して組み立てられる。リボソームの2つのサブユニット（50Sと30Sサブユニット）、翻訳される成熟mRNA、N-ホルミルメチオニン（新生鎖の1番目のアミノ酸）が付加された開始tRNA（fMet-tRNAifMet）、エネルギー源としてグアノシン三リン酸（GTP）、そして翻訳開始複合体の形成を助ける3つの翻訳開始因子 IF1、IF2、IF3である。その組み立てのメカニズムにはいくつかバリエーションが存在すると予想される。
リボソームはA部位、P部位、E部位の3つの活性部位を持っている。A部位はアミノアシルtRNAの入口である。ただし、1番目のアミノアシルtRNAは例外的にP部位に結合する。P部位はリボソームでペプチジルtRNA（ペプチド鎖が結合したtRNA）が形成される場所である。そしてE部位は、伸長するペプチド鎖にアミノ酸を移し終えたtRNAの出口である。
翻訳の開始位置（通常はAUGコドン）の選択は、30SサブユニットとmRNAとの相互作用に依存する。30SサブユニットはmRNA上のAUG開始コドンの上流にあるプリン塩基に富んだ領域（Shine-Dalgarno配列）に結合する。Shine-Dalgarno配列は、30Sサブユニットの16S rRNAのピリミジン塩基に富んだ領域と相補的な配列となっている。この配列は進化的に保存されており、今日我々が知っている微生物界において主要な役割を果たしている。開始複合体の形成を通して、これらの相補的なヌクレオチド配列は対合して二重鎖RNA構造を形成し、開始コドンがP部位に配置されるようなかたちでmRNAとリボソームを結合させる。
AUGの開始コドンをもたないコーディング領域のよく知られた例は、大腸菌のlacオペロンの lacI（GUGコドン）と lacA（UUGコドン）である。大腸菌では17以上の箇所でAUG以外からの翻訳開始が行われている可能性があると、2つの異なる研究は示している。

## 伸長
ポリペプチド鎖の伸長反応では、鎖のC末端にアミノ酸が付加される。成長するポリペプチド鎖はリボソーム50Sサブユニットのexit tunnelを通ってリボソーム外へ出てゆく。
翻訳伸長は、fMet-tRNAifMetがP部位に結合してコンフォメーション変化を引き起こし、新しいアミノアシルtRNAが結合できるようA部位を開いたところで始まる。このアミノアシルtRNAの結合は、GTPアーゼである翻訳伸長因子EF-Tuによって行われる。正しいtRNAを速く正確に認識するため、リボソームは50Sサブユニットのコンフォメーション変化を利用する（立体配座選択）。翻訳伸長の開始時点では、コードされるタンパク質のペプチド鎖の始まりを担うfMet-tRNAifMetがP部位にあり、次にペプチド鎖に加えられるアミノ酸が付加されたtRNAがA部位に位置している状態である。P部位のtRNAに結合しているアミノ酸はtRNAから切り離され、A部位のtRNAに結合しているアミノ酸との間にペプチド結合が形成される。このpeptide bond formationとして知られる過程は、リボザイム（50Sサブユニット中の23S rRNA）によって触媒される。そして現時点ではA部位には新たに形成されたペプチドがあり、P部位にはアミノ酸が除去されたtRNAがある。A部位のtRNAに新しく形成されたペプチドはジペプチド（dipeptide）と呼ばれ、tRNAも含めた全体ではジペプチジルtRNA (dipeptidyl-tRNA) と呼ばれる。P部位のアミノ酸が除去されたtRNAは デアシル化（脱アシル化）tRNAと呼ばれる。トランスロケーション（translocation）と呼ばれる伸長の最終段階では、P部位のデアシルtRNAとA部位のジペプチジルtRNAが、それぞれ対応するコドンとともにE部位、P部位へ移動し、新たなコドンがA部位へ入ってくる。この過程は翻訳伸長因子EF-Gによって触媒される。再びEF-Tuによって次のアミノアシルtRNAがA部位に入ってくると、E部位のデアシルtRNAはリボソームから出てゆく。この過程を繰り返すことで、ペプチド鎖は成長してゆく。
リボソームは、アミノアシルtRNAがA部位に結合する限り、mRNA上の終止コドン（UAA、UGA、UAG）に到達するまで、残りのコドンを翻訳し続ける。
翻訳装置は、DNA複製の触媒システムと比較してゆっくりとはたらく。細菌のレプリソームが毎秒1000ヌクレオチドのDNAを合成するのに対し、原核生物のタンパク質は毎秒18アミノ酸残基ずつしか合成されない。この速度の差は、核酸が4種類のヌクレオチドから合成されるのに対し、タンパク質は20種類のアミノ酸から合成されるという違いがその一因である。アミノアシルtRNAが正しいものであるかをテストし、正しいものではない場合にははじくという過程で時間がかかることで、タンパク質の合成は遅くなる。
細菌と真核生物の翻訳の大きな差異として、細菌ではmRNAの5'末端の合成後すぐに翻訳開始が起こっており、翻訳と転写は共役していることが挙げられる。真核生物では転写と翻訳は細胞内の異なる区画（核と細胞質）で行われるため、このような共役は不可能である。

## 終結
翻訳の終結は3種類の終止コドンのうちどれか1つがA部位に移動したときに起こる。これらのコドンはどのtRNAにも認識されない。そのかわり、それらは翻訳終結因子（release factor, RF）とよばれるタンパク質によって認識される。RF1がUAAとUAGの終止コドンを認識し、RF2がUAAとUGAの終止コドンを認識する。これらの因子はペプチジルtRNAのエステル結合の加水分解を触媒し、合成されたタンパク質をリボソームから解放する。3番目の終結因子RF3は、終結過程の終了後にRF1とRF2をリボソームから外すのを助ける。

## 再生
終結段階の完了によって形成される終結後複合体（post-termination complex）は、A部位にmRNAの終止コドン、P部位にアミノ酸がはずれたtRNAを結合した状態の70Sリボソームである。リボソームの再生段階はこの終結後複合体の解体が役割である。翻訳終結によって新生鎖がはずされると、リボソーム再生因子（ribosome recycling factor, RRF）とEF-Gが、mRNAとtRNAをリボソームからはずし、70Sリボソームを30Sと50Sサブユニットへ解離するためにはたらく。それからIF3がデアシルtRNAに置き換わって結合しmRNAをはずす。そしてすべての構成要素は次のラウンドの翻訳へと用いられる。

## ポリソーム
翻訳は同時に複数のリボソームによってなされる。リボソームは比較的サイズが大きいため、mRNA上で35ヌクレオチド離れなければ結合できない。1つのmRNAと多数のリボソームからなる複合体は、ポリソームもしくはポリリボソームとよばれる。

## 翻訳の調節
細菌の細胞は栄養素が欠乏したとき、静止期（stationary phase）に移行してタンパク質合成を低下させる。この移行はいくつかの過程によって行われる。例えば大腸菌では、70Sリボソームは RMF（ribosome modulation factor）と呼ばれる6.5 kDaのタンパク質を結合して90Sの二量体を形成する。このリボソーム二量体は中間体であり、続いて HPF（hibernation promotion factor）と呼ばれる10.8 kDaの分子を結合することで、2つのリボソームが30Sサブユニットを介して二量体化した、100Sリボソーム粒子が形成される。このリボソーム二量体は休眠状態にあることを意味し、翻訳不活性である。大腸菌の細胞が静止期に入ったときにリボソームに結合する3つ目のタンパク質は、YfiA（以前はRaiAという名前で知られていた）である。 HPFとYfiAは構造的に類似したタンパク質で、どちらもリボソームのA部位とP部位に結合することができる。 RMFは16S rRNAとmRNAの相互作用を防ぐことで、リボソームがmRNAに結合するのを妨げる 。大腸菌のYfiAがリボソームに結合しているとき、そのC末端のテールはRMFの結合を妨げるため、リボソームの二量体化は防がれ、翻訳不活性な単量体の70Sリボソームが形成される。

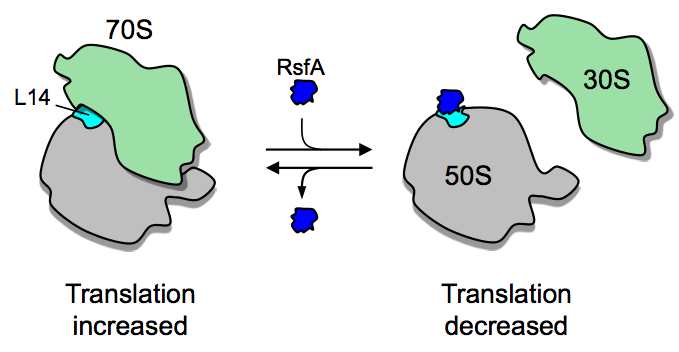

リボソームの二量体化に加えて、リボソームのサブユニットの会合が RsfS（以前はRsfまたはYbeBと呼ばれていた）によって妨げられる。RsfSはリボソーム50Sサブユニットのタンパク質L14に結合することで、50Sサブユニットが30Sサブユニットと会合して機能的な70Sリボソームが形成されるを防ぎ、翻訳の活性を低下させる、もしくは完全にブロックしてしまう。RsfSはほとんどすべての真正細菌に見つかり（ただし古細菌には存在しない）、そのホモログは真核生物のミトコンドリアや葉緑体にも存在しており、それぞれC7orf30、iojapと呼ばれている。しかしながら、RsfSの発現や活性がどのように制御されているかについは未だ分かっていない。
大腸菌がもっている他のリボソーム解離因子は、機能未知のGTPアーゼとして知られていたHflXである。Zhangらは2015年、HflXがヒートショックによって誘導されるリボソーム解離因子であり、空の、もしくはmRNAが結合したリボソームを解離することを示した。HflXのN末端のエフェクタードメインは、peptidyl transferase centerにクラスI終結因子（RF1およびRF2）ときわめて似た様式で結合し、central intersubunit bridgeに劇的なコンフォメーション変化を引き起こすことで、サブユニットの解離を促進している。したがって、HflXの欠失はヒートショックや他のストレスによって立ち往生したリボソームの増加につながることとなる。

## 抗生物質の効果
いくつかの抗生物質は細菌の翻訳過程を標的としてその効力を発揮する。それらは、宿主に影響を与えることなく選択的に細菌のタンパク質合成を阻害するために原核生物と真核生物の翻訳の仕組みの違いを利用する。